# Alpen-Kammmolch
Der Alpen-Kammmolch (Triturus carnifex), auch Italienischer Kammmolch genannt, ist ein Schwanzlurch aus der Familie der Echten Salamander. Er gehört zur Gattung Triturus und zur Artengruppe der Kammmolche (Triturus cristatus-„Superspezies“). Bis in die 1980er-Jahre wurde er nur als Unterart des damals „einzigen“ Kammmolches behandelt. In Deutschland kommt die Art wohl höchstens im äußersten Südosten vor.

## Merkmale

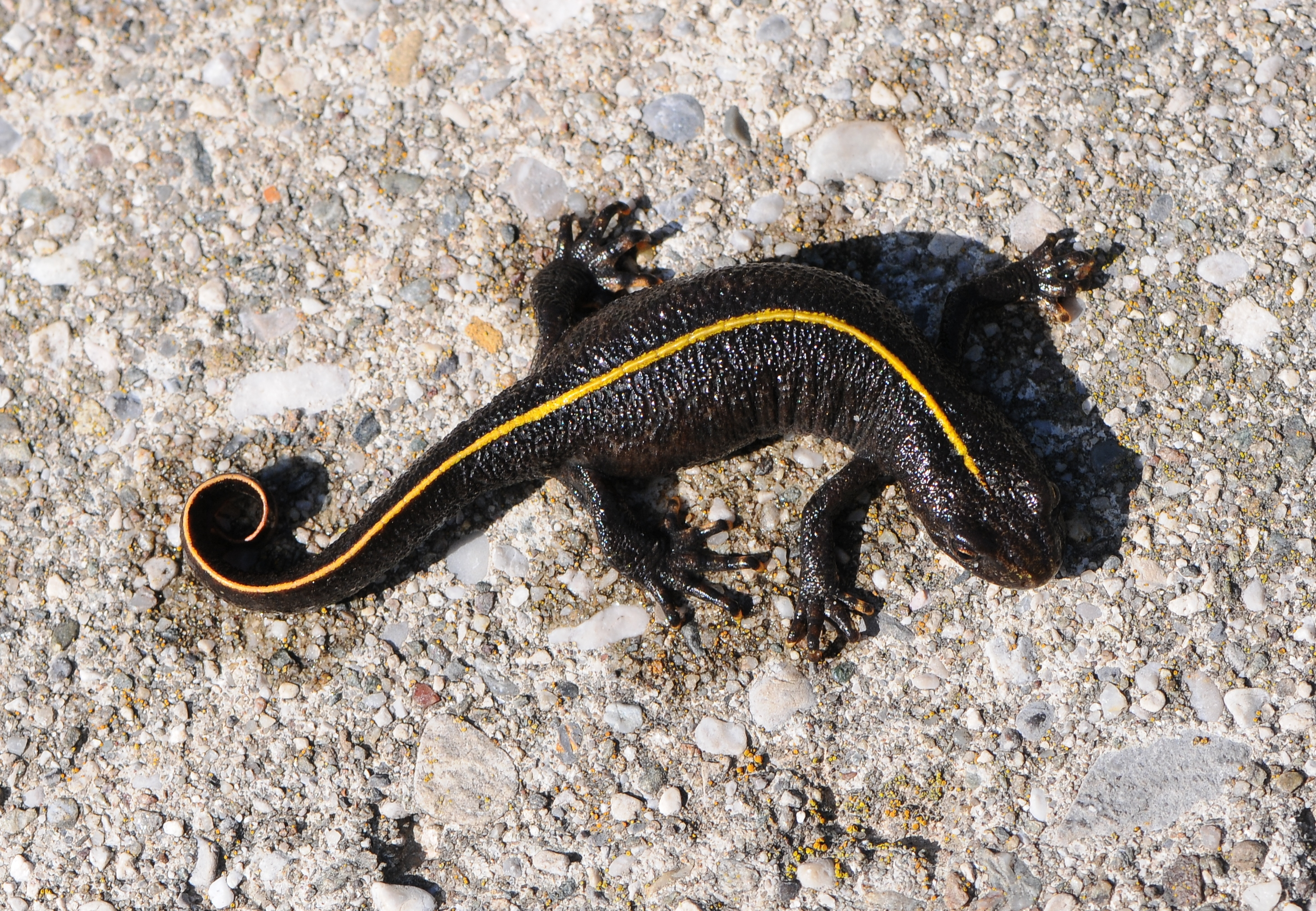
Weibchen mit gelber Kammlinie

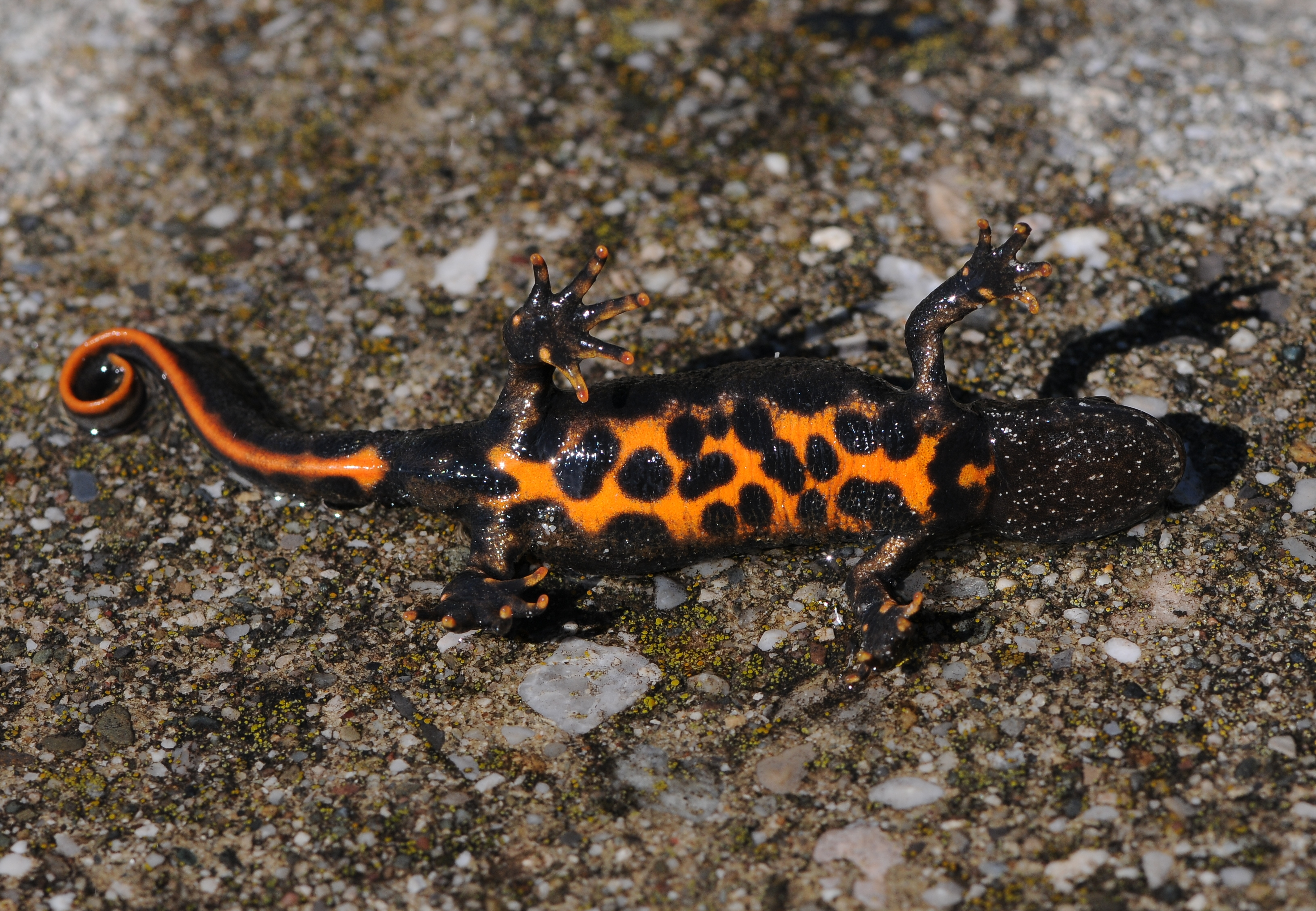
Bauchseite eines jungen Weibchens

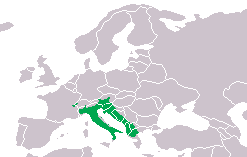
Das Verbreitungsgebiet

Es handelt sich um einen breitköpfigen, recht großen Wassermolch. Er erreicht ähnliche Körperlängen wie der Nördliche Kammmolch (Triturus cristatus) – im Durchschnitt etwa 12 bis 13 Zentimeter; bei Weibchen auch über 20 Zentimeter. Die Männchen entwickeln während der Paarungszeit einen Rückenkamm, der nicht so hoch bzw. so stark gezackt ist wie beim Nördlichen Kammmolch oder beim Donau-Kammmolch. Der Kamm ist vom Schwanzsaum durch einen Einschnitt getrennt – wie bei allen Kammmolchen (vergleiche aber: Teichmolch). Die Oberseite erscheint hellbräunlich-grau bis dunkelbraun, mit dunklen runden Flecken und ist relativ glatthäutig. Weibchen in Landtracht und Jungtiere weisen oft eine gelbliche Längslinie am Rücken auf. Die Kehle ist weiß getüpfelt, der Bauch gelb oder orange mit dunklen, besonders „verwaschen“ wirkenden, nicht scharf abgegrenzten Flecken. Die Flanken sind im Gegensatz zu den anderen Kammmolcharten kaum weiß gepunktet. Besonders die verwaschene Fleckung und die fehlende Weißpunktierung der Seiten gelten als wichtigste äußere Erkennungsmerkmale.

## Lebensraum, Lebensweise
Zur Paarungszeit im Frühling und teilweise auch über den Sommer halten sich die Tiere in perennierenden, krautigen Tümpeln und Weihern auf. Kammmolche im Allgemeinen sind saisonal stärker an das Gewässer gebunden als andere Wassermolche (vergleiche hierzu und zu weiteren Verhaltensweisen: Nördlicher Kammmolch).

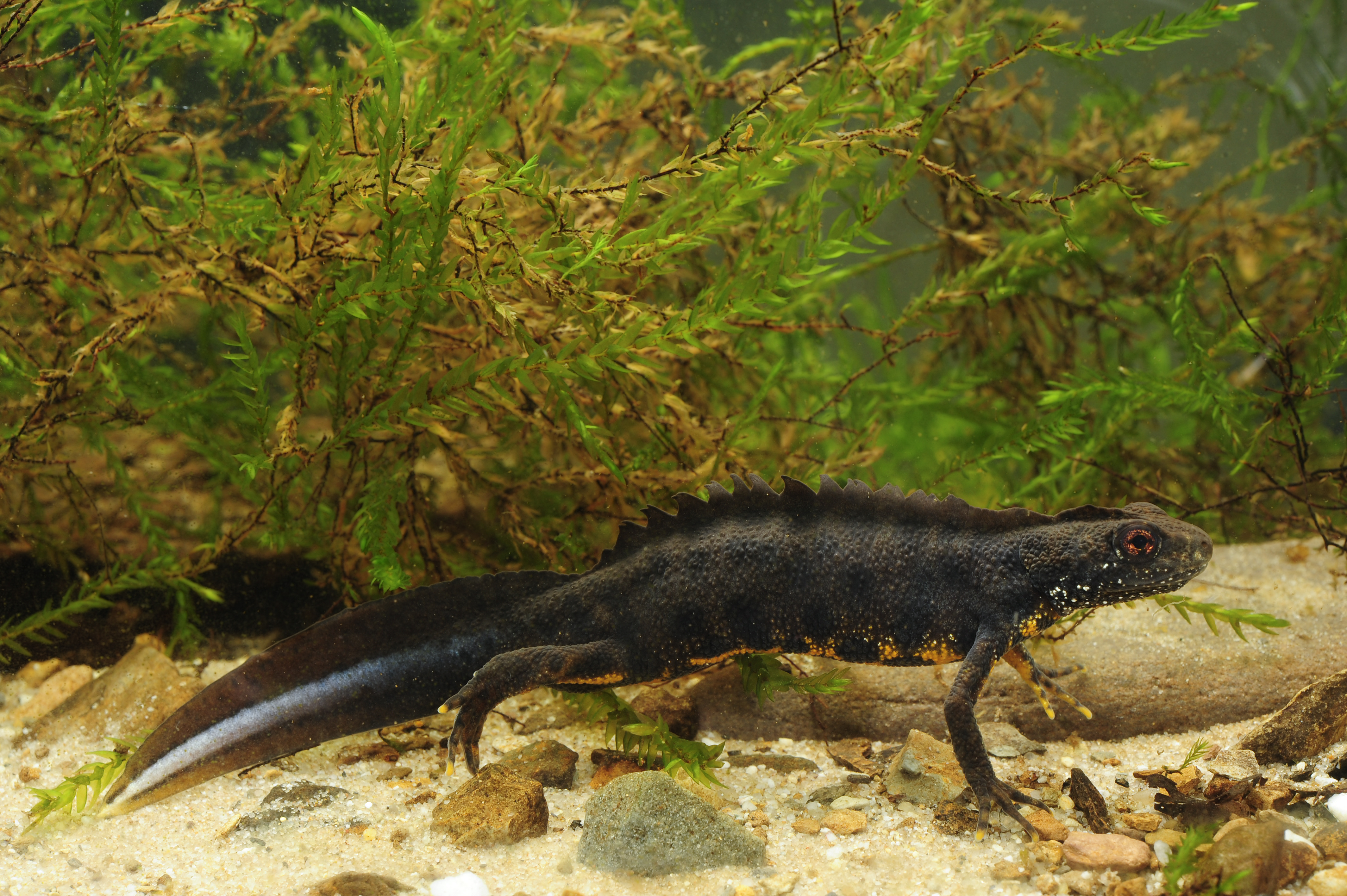
Italienischer Kammmolch (Triturus carnifex) Männchen im Prachtkleid (Kroatien)

Alpen-Kammmolche ernähren sich wie alle Amphibien von lebenden Tieren, die kleiner als sie selbst sind, vor allem von Würmern, Insekten und Spinnen.

## Verbreitung
Der Verbreitungsschwerpunkt der Nominatform des Alpen-Kammmolches liegt auf nahezu dem gesamten Staatsgebiet Italiens und strahlt aus bis ins Schweizer Tessin (im Raum Allschwil und Genf wurde die Art zudem ausgesetzt), ins südliche und östliche Österreich (insbesondere Kärnten und Steiermark; in Niederösterreich nördlich bis zur Donau und östlich bis Wien) und nach Slowenien sowie ins nordwestliche Kroatien. Über Linz und Salzburg wird auch der äußerste Südostrand Bayerns in Deutschland erreicht. Hier ist das Berchtesgadener Land mit einzelnen Fundorten zu nennen; der höchste soll auf 780 m liegen. Nach neueren Forschungen ist es allerdings zweifelhaft, ob es sich dabei tatsächlich um genetisch „echte“ Alpen-Kammmolche handelt. Es wird nun vielmehr angenommen, dass dort vor allem oder sogar ausschließlich Hybride aus Triturus carnifex und Triturus cristatus angesiedelt sind.
Die Höhenverbreitung des Alpen-Kammmolches erreicht knapp 1900 m Höhe in Italien. In diesem Land ist zu beobachten, dass die Populationen im Süden (Kampanien, Apulien, Basilikata, Kalabrien) genetisch wesentlich homogener sind als die diejenigen weiter nördlich. Dies wird mit nacheiszeitlichen Wanderbewegungen erklärt.
Die bisherige Unterart Triturus carnifex macedonicus ist – wohl räumlich getrennt von Triturus carnifex carnifex – im ehemaligen Jugoslawien, vor allem wohl in Bosnien-Herzegowina, Montenegro, Süd-Serbien und in Nordmazedonien sowie in Albanien und im nordwestlichen Griechenland vertreten. Der gesamte Balkan ist angesichts der komplizierten territorialen und artlichen Aufspaltung der Kammmolch-Superspezies in diesem Raum aber noch nicht abschließend erforscht. Neue Systematikübersichten weisen der bisherigen Unterart inzwischen einen eigenen Artstatus zu: Triturus macedonicus (also etwa: „Makedonischer Kammmolch“).

## Gefährdung und Schutz
In der Roten Liste der gefährdeten Arten Deutschlands von 1998 wurde der Alpen-Kammmolch noch als „vom Aussterben bedroht“ eingestuft. Diese Bewertung setzte allerdings voraus, dass die Art überhaupt in Deutschland vorkommt, was inzwischen fraglich geworden ist (siehe oben). In der Fassung von 2009 wurde der Alpen-Kammmolch deshalb auch nicht mehr berücksichtigt.
Gesetzlicher Schutzstatus (Auswahl)
- FFH-Richtlinie: Anhänge II und IV (es sind eigens Schutzgebiete auszuweisen/streng zu schützende Art)
- Bundesnaturschutzgesetz (BNatSchG): streng geschützt

Nationale Rote Liste-Einstufungen (Auswahl)
- Rote Liste Österreichs: VU (entspricht: gefährdet)
- Rote Liste der Schweiz: EN (entspricht: stark gefährdet)